# Oldříš (hradiště)
Oldříš je raně středověké hradiště u vesnice Předhradí v okrese Kolín. Stávalo v blatné poloze chráněné rameny řeky Labe, která při změnách svého koryta zničila většinu opevněné plochy.

## Historie
První písemná zmínka o hradišti se nachází v Kosmově Kronice české, podle které k Oldříši přitáhlo polské vojsko, které podporovalo Soběslava při jeho střetu se svým bratrem knížetem Vladislavem I. Založeno bylo údajně již na konci vlády knížete Boleslava II. nebo o něco později. Je také možné, že vzniklo až během vlády knížete Oldřicha nebo jeho syna Břetislava. Zaniklo pravděpodobně po roce 1140 snad v souvislosti s rizikem častých záplav. Je možné, že jako správní centrum jej nahradilo nově založené hradiště Havraň u Vestce.

## Stavební podoba
Celková plocha původně dvoudílného hradiště podle odhadů zaujímala asi osm hektarů. Podle průzkumů z let 1889–1891 se nacházelo na pravém břehu Labe, ale Jan Hellich později identifikoval přibližně dva zbývající hektary na území vesnice Předhradí. Část hradiště se podle něj nacházela na druhé straně zaniklého labského ramena. Pozůstatky opevnění v Pňově nejspíše souvisí s vrcholně středověkou tvrzí a k hradišti patří pozůstatky patrné v prostoru zemědělského dvora.
Z hradního kostela svatého Jana Křtitele se dochovaly zlomky pískovcového románského tympanonu s postavou Ježíše Krista mezi svatým Petrem a svatým Pavlem, který je považován za nejstarší reliéf v českých zemích. Jeho originál je uložen ve sbírkách Národního muzea a kopie v Polabském muzeu v Poděbradech.